# Nycticeius cubanus
Nycticeius cubanus — вид ссавців родини лиликових. 

## Проживання, поведінка
Країни поширення: Куба. Комахоїдний. 

## Загрози та охорона
Загрози для цього виду не відомі.